# Saarimiehensaari
Saarimiehensaari är en ö i Finland. Den ligger i sjön Saimen och i kommunen Savitaipale i den ekonomiska regionen  Villmanstrands ekonomiska region  och landskapet Södra Karelen, i den södra delen av landet, 190 km nordost om huvudstaden Helsingfors. Öns area är 1,1 kvadratkilometer och dess största längd är 2,1 kilometer i nord-sydlig riktning.